# Giải Hiệp hội các nhà phê bình phim người Mỹ gốc Phi 2005
Giải Hiệp hội các nhà phê bình phim người Mỹ gốc Phi lần thứ 3

30 tháng 12 năm 2005
Phim hay nhất

 Crash 
Giải Hiệp hội các nhà phê bình phim người Mỹ gốc Phi 2005, vinh danh những thành tựu điện ảnh xuất sắc nhất năm 2005, được trao vào ngày 30 tháng 12 năm 2005.

## 10 phim hay nhất
1. Crash
2. The Constant Gardener
3. Good Night, and Good Luck.
4. Brokeback Mountain
5. Syriana
6. Walk the Line
7. Hustle & Flow
8. Capote
9. Batman Begins
10. North Country

## Đối tượng nhận giải
- Tôn vinh thành tựu xuất sắc:
  - John Singleton; nhà sản xuất của Hustle & Flow
- Nam diễn viên chính xuất sắc nhất:
  - Terrence Howard - Hustle & Flow
- Nữ diễn viên chính xuất sắc nhất:
  - Felicity Huffman - Transamerica